# Conseil suprême islamique irakien

Drapeau du Conseil suprême islamique irakien.

Le Conseil suprême islamique irakien (en arabe : المجلس الأعلى الإسلامي العراقي), auparavant nommé Conseil suprême de la révolution islamique en Irak, est un parti politique irakien, qui se réclame de l'islam chiite. Il a été fondé en 1982 à Téhéran, en pleine guerre Iran-Irak, comme parti d'opposition au régime de Saddam Hussein. Le changement de nom date de mai 2007.
Dirigé par Mohammed Baqir al-Hakim, qui meurt en août 2003, puis par son frère Abdul Aziz al-Hakim, mort le 26 août 2009, c'était le principal parti de l'Assemblée nationale irakienne formé après l'invasion de l'Irak par les États-Unis et participe à l'Alliance irakienne unifiée, principal groupe parlementaire depuis les élections de décembre 2005. Adel Abdel-Mehdi, son président est un des deux vice-présidents de l'Irak de 2005 à 2011. Le Conseil suprême islamique irakien est alors l'un des plus proches alliés de l'Iran en Irak. Il dispose d'une branche militaire, les Brigades Badr, formées par l'Iran.
Avant les élections provinciales irakiennes (en) du 31 janvier 2009, Bagdad ainsi que les provinces chiites de Babel, Bassora, Al-Muthanna, Najaf, Qadisiya et Wassit étaient sous son contrôle depuis 2003. Il les a toutes perdues à la suite des élections,.
En août 2009, le Conseil suprême s'est éloigné du Premier ministre Nouri al-Maliki pour annoncer la création d'une coalition électorale chiite, l'Alliance nationale irakienne, qui remplace l'Alliance irakienne unifiée et qu'il présiderait. Celle-ci inclurait le mouvement de Moqtada al-Sadr, le Parti al-Fadhila (ou « Parti islamique de la vertu »), l'ancien allié des Américains Ahmed Chalabi et l'ancien Premier ministre Ibrahim al-Jaafari. Le Conseil suprême islamique cherche par la même occasion à s'éloigner de l'influence iranienne pour adopter une position plus nationaliste irakienne. Les Brigades Badr, qui ne souhaitent pas se couper de l'Iran, font alors scission et deviennent indépendantes. Le Conseil suprême islamique irakien forme alors d'autres milices en 2014 : Saraya Ashura et Saraya Ansar al-Aqeeda,.
Le 4 mai 2010 deux mois après les élections législatives du 7 mars, l'Alliance nationale irakienne et la coalition de l'État de Droit d'Al Maliki se mettent d'accord pour faire alliance et former une seule et même coalition au parlement irakien.